# Last Resort (serial telewizyjny)
Last Resort to amerykański serial, wyprodukowany przez Sony Pictures Television i emitowany w stacji ABC od 27 września 2012 roku do 24 stycznia 2013. Serial został anulowany z powodu słabej oglądalności.

## Fabuła
Serial opowiada o zbuntowanej załodze okrętu podwodnego Colorado. Kapitan Marcus Chaplin odmawia wystrzelenia rakiet nuklearnych w kierunku Pakistanu, bez potwierdzenia rozkazu przez Biały Dom. Kiedy jego zastępca również odmawia wykonania tego rozkazu, okręt zostaje ostrzelany, a załoga pozostawiona na pewną śmierć. Zdając sobie sprawę, że zostali uznani za wrogów własnego kraju, zakładają obóz na fikcyjnej wyspie Sainte Marina i ogłaszają się jako suwerenny naród, posiadający potencjał nuklearny. W międzyczasie starają się znaleźć sposób, aby udowodnić swoją niewinność i powrócić do domu.

## Obsada
- Andre Braugher jako kapitan Marcus Chaplin
- Scott Speedman jako oficer Sam Kendal
- Robert Patrick jako starszy Bossman Joseph Prosser
- Autumn Reeser jako Kylie Sinclair
- Daisy Betts jako porucznik Grace Shepard
- Dichen Lachman jako Tani Tumrenjack
- Jessy Schram jako Christine Kendal

## Gościnne występy
- Jay Hernández jako Paul Wells
- Michael Ng jako Cameron Pitts
- Jessica Camacho jako  Pilar Cortez
- Bruce Davison jako Arthur Shepard
- Gideon Emery jako operator łodzi
- Will Rothhaar jako oficer Josh Brannan
- Jay Karnes jako William Curry - sekretarz obrony
- Omid Abtahi jako Nigel, technik
- Daniel Bess jako porucznik Chris Cahill oficer łączności
- David Rees Snell jako Barry Hopper

## Spis odcinków
| Światowa premiera | N/o | Angielski tytuł                |
| ----------------- | --- | ------------------------------ |
|                   |     |                                |
| SERIA PIERWSZA    |     |                                |
|                   |     |                                |
| 27.09.2012        | 01  | Captain                        |
|                   |     |                                |
| 04.10.2012        | 02  | Blue on Blue                   |
|                   |     |                                |
| 11.10.2012        | 03  | Eight Bells                    |
|                   |     |                                |
| 18.10.2012        | 04  | Voluntold                      |
|                   |     |                                |
| 25.10.2012        | 05  | Skeleton Crew                  |
|                   |     |                                |
| 08.11.2012        | 06  | Another Fine Navy Day          |
|                   |     |                                |
| 15.11.2012        | 07  | Nuke It Out                    |
|                   |     |                                |
| 29.11.2012        | 08  | Big Chicken Dinner             |
|                   |     |                                |
| 06.12.2012        | 09  | Cinderella Liberty             |
|                   |     |                                |
| 13.12.2012        | 10  | Blue Water                     |
|                   |     |                                |
| 10.01.2013        | 11  | Damn the Torpedoes             |
|                   |     |                                |
| 17.01.2013        | 12  | The Pointy End of the Spear    |
|                   |     |                                |
| 24.01.2013        | 13  | Controlled Flight Into Terrain |
|                   |     |                                |